# Андреевское (Ельнинский район)
Андре́евское — деревня в Ельнинском районе Смоленской области России. Население — 8 жителей (2007 год) Расположена в юго-восточной части области в 6 км к северо-западу от города Ельня, в 7 км севернее автодороги Р96 Новоалександровский(А101)- Спас-Деменск — Ельня — Починок, в 5 км к западу от автодороги Р137 Сафоново — Рославль на берегах реки Ужа. В 3 км к югу от деревни железнодорожная станция Дёмщино на линии Смоленск — Сухиничи. Входит в состав Леонидовского сельского поселения.

## Экономика
2 Фермерских хозяйства.